# Дональд в «Матемагии»
«Дональд в „Матемагии“» (англ. Donald in Mathmagic Land; дословно — «Дональд в стране Матемагии»; в русскоязычных источниках также встречается перевод «Дональд в стране математики») — американский детский образовательный мультфильм 1959 года. В 1960 году был номинирован на премию «Оскар» в категории «Лучший документальный короткометражный фильм», но проиграл нидерландской ленте «Стекло». «Дональд…» был очень популярен в школах США в 1960-х годах и позднее.

## Сюжет
Мультфильм разбит на шесть частей (сегментов).
«Очень странно»
Дональд Дак с охотничьим ружьём в руках проходит через дверной проём и обнаруживает, что попал в Страну Матемагию. В этой «очень странной» фантастической стране есть деревья с квадратными корнями; ручей, текущий с цифрами; ходячий карандаш, который играет в крестики-нолики. Геометрическая птица произносит (почти идеально) первые 15 цифр числа пи. Вскоре Дональд слышит голос невидимого «Истинного Духа Приключений» (мистер Дух), который будет направлять его в путешествии по «стране чудес математики».
«Время Пифагора»
Поначалу Дональд не заинтересован в изучении Страны Матемагии, считая, что математика — это для «яйцеголовых». Однако, когда мистер Дух намекает на связь между математикой и музыкой, Дональд заинтригован. Во-первых, Дональд обнаруживает взаимосвязи между октавами и длиной струн, которые определяют музыкальную гамму. Затем Дональд оказывается в Древней Греции, где Пифагор и его современники открывают для себя те же самые взаимосвязи. Пифагор (на арфе), флейтист и контрабасист проводят «джем-сейшен», к которому через несколько мгновений присоединяется Дональд, используя вазу в качестве барабана бонго. Математические открытия Пифагора, как объясняет мистер Дух, являются основой современной музыки, и эта музыка не существовала бы без «яйцеголовых». Сегмент заканчивается сценой, в которой музыканты вживую играют как джазовую, так и классическую музыку, а затем приятели Пифагора исчезают.
«Золотой прямоугольник»
После рукопожатия с Пифагором, который затем исчезает, Дональд обнаруживает на своей руке пентаграмму — символ тайного пифагорейского общества. Мистер Дух показывает Дональду, как в пентаграмме появляется таинственное золотое сечение. Далее показывается, что пентаграмма содержит шаблон для многократного построения «золотых прямоугольников». Согласно словам мистера Духа, золотой прямоугольник во многом повлиял как на древнюю, так и на современную культуры. Дональд узнаёт, как золотой прямоугольник проявляется в архитектуре многих древних зданий, таких как Парфенон и собор Парижской Богоматери. Известные картины, такие как «Мона Лиза», и знаменитые скульптуры, такие как «Венера Милосская», содержат несколько золотых прямоугольников. Золотой прямоугольник используется и в современной архитектуре, например, это здание штаб-квартиры ООН в Нью-Йорке.
«Математические формы в природе»
Мистер Дух показывает Дональду, как золотой прямоугольник и пентаграмма связаны с человеческим телом и природой, соответственно. Человеческое тело содержит «идеальные пропорции» золотого сечения; Дональд, неверно истолковав слова мистера Духа, пытается привести собственное тело в соответствие с такой пропорцией, но его усилия тщетны, и в итоге оказывается «весь заключённым в пятиугольник». Затем показано, что пентаграмма и пятиугольник встречаются у многих цветов и животных, таких как петуния, звёздчатый жасмин, морская звезда, восковой цветок, а также говорится о внутренней части раковины наутилуса. Мистер Дух объясняет, что «волшебные» пропорции золотого сечения часто встречаются в спиралях природных «рисунков», цитируя Пифагора: «Всё расставлено в соответствии с числом и математической формой».
«Математика в играх»
Затем Дональд узнаёт, что математика применима не только к природе, архитектуре и музыке, но и к играм, в которые играют на геометрических поверхностях: шахматы, бейсбол, американский футбол, баскетбол, классики и бильярд (упоминается его разновидность трёхбортный карамболь). Дональд даже участвует в игре «Блошки», но мистер Дух не рассматривает это как «математическую игру». Этот сегмент мультфильма сделан с многочисленными отсылками к повести Льюиса Кэрролла (он был не только писателем, но также математиком и логиком) «Алиса в Зазеркалье» (1871), в частности, здесь появляется персонаж Червонная Королева.
«Математическое мышление»
Затем мистер Дух просит Дональда сыграть в «мысленную игру», но обнаруживает, что разум Дональда слишком загроможден «устаревшими идеями», «головотяпством», «ложными концепциями», «суевериями» и «путаницей». После некоторой «мысленной уборки» Дональд в уме играет с кругом и треугольником: он вращает их, чтобы превратить, соответственно, в сферу и конус, а затем он открывает для себя полезные изобретения, такие как колесо, поезд, лупа, дрель, пружина, лопастной винт и телескоп. Затем Дональд обнаруживает, что пентаграммы можно чертить внутри друг друга бесконечно долго. Следовательно, числа дают возможность рассмотреть бесконечное. Мистер Дух утверждает, что научные знания и технический прогресс безграничны, а ключом к открытию дверей будущего является математика. К концу мультфильма Дональд понимает и осознаёт ценность математики. Мультфильм завершается цитатой Галилео Галилея: «Математика — это алфавит, которым Бог написал Вселенную».

## Роли озвучивали
Все актёры исполнили свои роли без указания в титрах
- Кларенс Нэш — Дональд Дак
- Пол Фрис[англ.] — Истинный Дух Приключений • рассказчик за кадром • существо Пи
- Джейн Фаулер — Червонная Королева
- Роман Янец — игрок в бильярд

## Производство и показ
Одним из авторов сценария выступил известный физик и писатель Хайнц Хабер.
Премьерный показ состоялся 26 июня 1959 года.
Через пару лет после премьеры владельцы авторских прав на мультфильм разрешили бесплатно показывать его в школах на уроках математики, и он стал очень популярен в начальных образовательных учреждениях в 1960-х годах и позднее. Сам Уолт Дисней так сказал об этом: «Мультфильм — хорошее средство для стимулирования интереса. Недавно мы объясняли математику в мультфильме и таким образом пробудили интерес общественности к этому очень важному предмету».
Позднее мультфильм был адаптирован в комикс.